# Provincia de Naama
Naama (en árabe: ولاية النعامة ) es un vilayato de Argelia. Su capital es la ciudad de Naama. Aïn Séfra, Assela y Tiout son otras localidades importantes de esta provincia.

## Localidades con población en abril de 2008
- Aïn Ben Khelil 10,554
- Aïn Sefra 52,320
- Assela 6,592
- Djeniene Bourezg 3,090
- El Biod 10,975
- Kasdir 7,492
- Makman Ben Amer 5,613
- Méchria 66,465
- Moghrar 3,551
- Naâma 16,251
- Sfissifa 4,576
- Tiout 5,413

## Características generales
Su territorio ocupa una superficie de 29.950 km², que a título comparativo corresponde asimismo a la de Bélgica.
Desde el punto de vista administrativo está dividida en dos dairas (distritos), que son Mecheria y Aïn Séfra.
Estos distritos están a su vez divididos en los siguientes doce baladiyahs (municipalidades):
- Ain Ben Khelil
- Aïn Séfra
- Assela
- Djeniane Bourzeg
- El Biod
- Kasdir
- Makman Ben Amer
- Mecheria
- Moghrara
- Naama
- Sfissifa
- Tiout